# 愛を贈れば
「愛を贈れば」（あいをおくれば、原題：Send One Your Love）は、アメリカ合衆国の歌手スティーヴィー・ワンダーが1979年に発表した曲である。
スティーヴィーが音楽を担当したドキュメンタリー映画「The Secret Life Of Plants」のサウンドトラックアルバム『シークレット・ライフ』からのシングルカット。1982年Billboard Hot 100では最高4位を獲得し、アダルト・コテンポラリー・チャートでは首位を記録した。

## 収録作品
- 『シークレット・ライフ』
- 『ミュージックエイリアム』
- 『Song Review: A Greatest Hits Collection』
- 『Stevie Wonder: The Definitive Collection』
- 『フィール・ザ・ファィア～スティーヴィー・ワンダー・バラード・コレクション』
- 『ラヴ、ハーモニー&エタニティ～グレイテスト50・オブ・スティーヴィー・ワンダー』[3]